# Свети Василије Острошки
Свети Василије Острошки (Мркоњићи, 1610 — Манастир Острог, 1671), познат и као Свети Василије Острошки Чудотворац, био је епископ захумски и српски православни светитељ.

## Биографија
Рођен је као Стојан Јовановић у селу Мркоњићи, Попово поље, надомак Требиња у Херцеговини од мајке Ане-Анастасије (девојачко презиме Ђурица) и оца Петра Јовановића, по предању 28. децембра 1610. године, у богобојажљивој породици херцеговачких тежака. У страху од данка у крви, родитељи су га у дванаестој години послали у скровити манастир Завалу, у којем је већ тада игумановао његов стриц, игуман Серафим. Тамо се учио црквеној писмености. После неколико година, Стојан прешао је у требињски манастир Тврдош, где је након похађања манастирске школе примио монашки постриг и свештенички чин, поставши парох поповопољски.
Погоршање прилика у манастиру, нарочито због унијатских притисака из Дубровачке надбискупије, самовоље турских власти као и због жеље за дубљим подвигом, отишао је као архимандрит у Пећку Патријаршију. По благослову патријарха Пајсија Јањевца, даље је отишао на Свету Гору а затим у Влашку и Украјину. Отуда се враћа са даровима тамошњих владара страдалном народу у Херцеговини.
Године 1638. архимандрит Василије је рукоположен у Пећи одлуком Светог синода за митрополита херцеговачког, са обновљеном светосавском титулом - митрополит Захумски. Касније ће додати и титулу и Скендеријски. Кнез Лука Владиславић (отац Саве Владиславића) га је пратио на пут у Пећ и назад, када је Острог богато даривао.
Његов живот био је у сталној опасности од Турака. Био је прогањан и клеветан и од милитантних римокатоличких мисионара и прелата. Био је свргаван са митрополитског престола у Требињу од стране лажног епископа унијате Саватија 1641. године. Излаган је бахатостима племенских кнезова и непослушних ускочких четовођа.
Путовао је по потреби његове архиепископске службе, од Мостара, Требиња, Билеће и Херцег Новог до Пљеваља, Мораче, Оногошта, Пјешиваца и Бјелопавлића.
Као архијереј живео је у манастиру Тврдош и одатле утврђивао у православљу своје вернике. Када су Турци разорили Тврдош, бежао је на Свету гору, али га је народ у Бјелопавлићима зауставио уз обећање да ће му свако давати по мерицу пшенице за издржавање. Владика је остао и најпре се подвизавао у једној пећини у Пјешивцима, а касније прелази у острошку пећину. У манастиру Острог је наставио свој строги подвижнички живот. Последњих 15 година свог живота провео је у пећинској испосници у Горњем Острогу.
Умро је 1671. године. Његове мошти и његов гроб чувају се у манастиру у Острогу до данашњег дана. У њихову моћ исцељења и утехе верују подједнако и хришћани и муслимани. У Острогу се сваке године на Тројичине дане одржава велики Народни сабор. Манастир Светог Василија Острошког му је посвећен.

## Наслеђе
Српска православна црква слави Светог Василија Острошког 12. маја, по грегоријанском календару (29. априла, по јулијанском).
Најмонументалнији православни храм посвећен Св. Василију је у Никшићу. То је задужбина црногорског кнеза Николе I Петровића, рађен по пројекту руског архитекта Преображенског, освећен 15. августа 1900. године.
О њему је Жељко Пржуљ написао историјски роман „Владика - слава му и милост“ 2016. године. Поводом 350 година од његове смрти организован је научни скуп маја 2021. године.